# Brignoliella vulgaris
Brignoliella vulgaris är en spindelart som beskrevs av Pekka T. Lehtinen 1981. Brignoliella vulgaris ingår i släktet Brignoliella och familjen Tetrablemmidae. Inga underarter finns listade.